# Universal Migrator Part 1: The Dream Sequencer
Universal Migrator Part 1: The Dream Sequencer je čtvrté studiové album hudebního projektu Ayreon nizozemského hudebníka Arjena Lucassena. Vyšlo 20. června 2000 u vydavatelství Transmission Records. Příběhově navazuje na debut The Final Experiment (1995), odehrává se tedy v roce 2084. Lidstvo zničilo život Zemi a malé skupince lidí se podařilo uprchnout na Mars, kde založili kolonii. Bez Země ale nemají kde doplnit zásoby, takže postupně umírají. Poslední přeživší se narodil na Marsu a nikdy nezažil život na Zemi. Ten zná pouze z hypnotického stroje nazývaného „Dream Sequencer“, díky kterému může nahlížet do minulosti. Oproti předchozím deskám je album jiné tím, že v každé skladbě působí pouze jeden hlavní zpěvák. Hudebně se jedná o progresivně rockové album, ve velké míře se zde objevují syntezátory.

## Seznam skladeb
Všechny skladby napsal(i) Arjen Lucassen, není-li uvedeno jinak. 
| Pořadí         | Název                                         | Autor                                | Zpěv                       | Délka   |
| -------------- | --------------------------------------------- | ------------------------------------ | -------------------------- | ------- |
| 1.             | The Dream Sequencer                           |                                      | Lana Lane                  | 5:10    |
| 2.             | My House on Mars                              |                                      | Johan Edlund, Floor Jansen | 7:49    |
| 3.             | 2084                                          |                                      | Lane                       | 7:42    |
| 4.             | One Small Step                                |                                      | Edward Reekers, Lane       | 8:46    |
| 5.             | The Shooting Company of Captain Frans B. Cocq |                                      | Mouse, Lane                | 7:59    |
| 6.             | Dragon on the Sea                             | Lucassen, Erik Norlander             | Lane                       | 7:09    |
| 7.             | Temple of the Cat                             |                                      | Jacqueline Govaert         | 4:11    |
| 8.             | Carried by the Wind                           |                                      | Arjen Lucassen             | 3:59    |
| 9.             | And the Druids Turn to Stone                  |                                      | Damian Wilson              | 6:37    |
| 10.            | The First Man on Earth                        | Neal Morse, Erik Norlander, Lucassen | Neal Morse, Mark McCrite   | 7:20    |
| 11.            | The Dream Sequencer Reprise                   |                                      | instrumentální skladba     | 3:38    |
| Celková délka: | Celková délka:                                | Celková délka:                       | Celková délka:             | 1:10:13 |

## Obsazení
- Arjen Lucassen – zpěv, kytary, basa, klávesy, mellotron, Hammondovy varhany

Hosté
- Johan Edlund – zpěv
- Floor Jansen – zpěv
- Lana Lane – zpěv
- Edward Reekers – zpěv
- Mouse – zpěv
- Damian Wilson – zpěv
- Jacqueline Govaert – zpěv
- Neal Morse – zpěv
- Mark McCrite – zpěv
- Erik Norlander – klávesy, syntezátory, Hammondovy varhany, piáno
- Clive Nolan – klávesy
- Rob Snijders – bicí